# Jan Zondag
Jan Zondag (Annen, 13 april 1891 – Sint Jansklooster, 6 september 1982) was een Nederlandse kunstschilder en tekenaar.

## Leven en werk
Jan Zondag werd geboren op 13 april 1891, als oudste van een gezin van zeven kinderen, en groeide op in het Drentse Annen, een boerendorp in het noorden van de gemeente Aa en Hunze. Zondag, voorbestemd om boer te worden, raakte geïntrigeerd door de teken- en schilderkunst. Mede door zijn ontmoetingen met de Franse schilder Alphonese Stengelin (1852-1938), die regelmatig uit Lyon overkwam om het Drentse landschap te schilderen, werd Zondag aangezet om zelf werk te gaan maken.
In 1911 studeerde Zondag af aan de Rijkskweekschool in Groningen. Tot 1922 was hij als onderwijzer werkzaam in Assen, Wageningen en Hilversum. In deze periode maakte Zondag aquarellen en schetsen van het Drents landschap en portretteerde hij familieleden. Een grote inspiratiebron was Vincent van Gogh (1853-1890), die in 1883 zelf verschillende werken van het Drents landschap maakte.
Op zoek naar Japanse prenten, ontmoette hij bij een antiquariaat in Hilversum, de kunstschilder Philippe Smit (1886-1948). Er ontstond een hechte vriendschap. Bij hetzelfde antiquariaat ontmoette hij ook Joseph Mendes da Costa (1863-1939). Mendes da Costa bood Zondag een gratis beeldhouwopleiding aan, maar hij zag hiervan af en koos definitief voor de schilderkunst.
Zondag was lid van Het Drents Schildersgenootschap en de Gooische Schildersvereniging. In de periode tussen 1916 en 1922, maakte hij voornamelijk portretten en landschappen. Tijdens zijn verblijf in Frankrijk liet Jan Zondag zich duidelijk inspireren door het Symbolisme van Odilon Redon (1840-1916). Ook Japanse prenten en Chinese Landschapskunst vormden een grote inspiratiebron voor hem. Rond 1920 kwam  Zondag in aanraking met het werk van Joseph Anton Schneiderfranken (1876-1943), wiens schrijversnaam Bô Yin Râ was. Deze schilder maakte kosmische landschappen met geometrische vormcomponenten. Het werk van deze schilder, filosoof en dichter zouden hem blijvend inspireren.

### Frankrijk
De combinatie van het lesgeven en schilderen leidde ertoe dat hij meerdere malen overspannen raakte. Op 1 december 1922 verliet hij voorgoed het onderwijs. Zondag voelde zich aangetrokken tot het culturele klimaat in Parijs en besloot daarom, samen met zijn toekomstige echtgenote Petronella Barbara Wassenaar, om zich in deze stad te vestigen. In Parijs ontmoette hij de schilder Claude Monet (1840-1926), met wie hij zijn werken besprak.
Rond 1922 verhuisde Zondag met Petronella naar Montfort l’Amoury, een gemeente net buiten Parijs. Dochter Loekie Zondag werd in 1924 geboren. Zij zou later in de voetsporen van haar vader treden als kunstschilder. In de zomers verbleef Jan Zondag met zijn gezin in Kortenhoef en Vreeland, de rest van het jaar woonden zij in Frankrijk.
Zondag ontmoette in Parijs diverse kunstenaars waaronder  Henri Matisse (1869-1954) en Kees van Dongen (1877-1968) en hij werd gevraagd om zich aan te sluiten bij de expressionistische stroming het Fauvisme. Hij sloeg dit aanbod echter af en leidde een teruggetrokken bestaan met zijn gezin. Door de oorlogsdreiging was het gezin Zondag in 1939 genoodzaakt terug te keren naar Nederland en zij vestigden zich in Eemnes waar Petronella, na een ziekbed, 1943 overleed.

### Nederland
In de oorlogsjaren werkte Zondag door aan nieuw werk. Hij exposeerde, samen met Loekie Zondag, regelmatig bij de Kunstzaal Van Lier (Carel van Lier 1897-1945) en bij kunsthandel E.J. van Wisselingh & Co in Amsterdam. In 1954 trouwde Zondag met Agatha Buis en vond een heenkomen in Blaricum. Hij werd in Blaricum onder meer lid van de Gooische Schildersvereniging, waar hij de Nederlandse schilder Rudolf Bonnet (1895-1978) leerde kennen. Er ontstond een hechte vriendschap tussen de twee kunstenaars. Samen reisden zij in 1961 naar Griekenland om daar te werken. 
Ter ere van Zondags tachtigste verjaardag maakte het Singer Museum in Laren in 1973 een uitgebreide overzichtstentoonstelling van zijn werk. In 1976 verhuisden Jan Zondag en zijn vrouw naar het Rosa Spierhuis, waar Agatha in 1981 komt te overlijden. Hoewel zijn gezondheid achteruit ging, bleef Zondag werk maken. Een jaar na het overlijden van zijn vrouw, overleed ook Jan Zondag op 6 september 1982 in Sint Jansklooster.

## Tentoonstellingen
| Tentoonstellingen                     | Plaats         | Jaar |
| ------------------------------------- | -------------- | ---- |
| Kunstzaal van Lier                    | Amsterdam      | 1933 |
| Kunstzaal van Lier                    | Amsterdam      | 1935 |
| Kunstzaal van Lier                    | Amsterdam      | 1937 |
| Kunstzaal van Lier (samen met Loekie) | Amsterdam      | 1940 |
| Kunstzaal van Lier                    | Amsterdam      | 1940 |
| Onder 't Hilde                        | Blaricum       | 1942 |
| De Hengelose Kunstzaal                | Hengelo        | -    |
| Kunstzaal Van Wisselingh              | Amsterdam      | 1943 |
| Kunstzaal Van Wisselingh              | Amsterdam      | 1948 |
| Asser Gymnasium                       | Assen          | 1948 |
| Kunstzaal van Lier                    | Blaricum       | 1950 |
| De Hengelose Kunstzaal                | Hengelo        | 1956 |
| Expositiezaal Kunsthandel Lambeck     | Hilversum      | -    |
| Singer museum                         | Laren          | 1973 |
| Kunstzaal Van Wisselingh              | Amsterdam      | 1979 |
| Singer Museum                         | Laren          | 1983 |
| Kunsthandel Barbizon Weert            | Beelen-Schulte | 1984 |
| Hervormde kerk Kortenhoef             | Kortenhoef     | 1999 |
| Huizermuseum                          | Huizen         | 2014 |

## Groepstentoonstellingen
| Tentoonstellingen                       | Plaats    | Jaar |
| --------------------------------------- | --------- | ---- |
| Goudstikker                             | Amsterdam | 1934 |
| Hagergat                                | Schoorl   | 1934 |
| Pictura                                 | Groningen | 1935 |
| Vecht                                   | Amsterdam | 1936 |
| Jubileumtentoonstelling Asser Gymnasium | Assen     | 1948 |
| Hamdorf                                 | Laren     | 1949 |
| Singer Museum                           | Laren     | 1949 |

## Werk in openbare collecties
- Drents Museum - Assen
- Singer Laren – Laren
- Museums Vledder - Vledder

- Biografisch Portaal: 18309276
- RKD-Nederlands Instituut voor Kunstgeschiedenis: 86534
- Virtual International Authority File: 284282355
- WorldCat: E39PBJrcqYDbmwpHXpt4tdrDv3